# آدم لمحمدي
آدم لمحمدي (ولد في 22 نيسان / أبريل 1995 في مدينة كيبيك، كندا) هومتزحلق مغربي-كندي لجبال الألب.  ولد في كندا، وتنافس للمغرب في الألعاب الأولمبية الشتوية لعام 2014 في سوتشي في روسيا وفي الألعاب الأولمبية الشتوية 2018 في بيونغتشانغ بكوريا الجنوبية.

## بدايته
ولد آدم لمحمدي في 22 نيسان / أبريل 1995 في مدينة كيبيك لأب مغربي وأم كندية. بدأ التزلج في مرحلة الطفولة وفاز بأول منافسة في سن الثامنة. اتخذ في عام 2011  قرار التنافس للمغرب بدلا من كندا سواء دوليا ومحليا في حلبة التزلج في محافظة الكيبيك.

## مساره
بعد قرار لمحمدي تمثيل المغرب بدلا من كندا، أصبح يتنافس مباشرة في إفريقية منذ عام 2010. تم اختياره للمنافسة في الألعاب الأولمبية الشتوية للشباب 2012 في إنسبروك بالنمسا، حيث حصل على الميدالية الذهبية في أول منافسة لسوبر جي. وهذا ما جعل لمحمدي أول شخص يمثل أفريقيا ويفوز بميدالية في الألعاب الأولمبية الشتوية من أي نوع. كان خلال تلك السنة  في المرتبة الأولى في كندا سباق التعرج العملاق والثاني في سباق التعرج.
حصل في أعقاب موسم التزلج على ما يكفي من النقاط من أجل التأهل لدورة الألعاب الاولمبية الشتوية لعام 2014 في سوتشي في روسيا. تم اختياره للحضور مع أخيه سامي كبديل. أنهى المنافسة في المرتبة 47 في مسابقة سباق التعرج العملاق للرجال، ولكن لم ينهي سباق التعرج.

## سجل المشاركات

### الألعاب الأولمبية
| الدورة          | سباق التعرج | سباق التعرج العملاق |
| --------------- | ----------- | ------------------- |
| 2014 سوتشي      | لم يُكمل     | 47                  |
| 2018 بيونغتشانغ | لم يُكمل     | 53                  |

### الألعاب الأولمبية الشتوية للشباب
| الفعالية            | إنسبروك 2012 |
| سباق التعرج         | لم يُكمل      |
| سباق التعرج العملاق | لم يُكمل      |
| سوبر جي             | ذهبية        |
| مجتمعة              | لم يُكمل      |

## روابط خارجية
- آدم لمحمدي على موقع الاتحاد الدولي للتزلج (التزلج على المنحدرات الثلجية) (الإنجليزية)
- آدم لمحمدي على موقع اللجنة الأولمبية الدولية (الإنجليزية)
- آدم لمحمدي على موقع أوليمبيديا (الإنجليزية)